# 油井潔雄
油井 潔雄（ゆい きよお、1943年4月21日 - ）は、日本の元陸上競技選手。専門は400mハードル。

## 経歴
中央大学出身。1964年東京オリンピックと1968年メキシコシティーオリンピックに出場した。
バンコクで開催された1966年アジア競技大会に出場し、400mハードルと4×400mリレー（誉田徹、吉田正美、坂井義則、油井）で優勝した。